# David Whittaker
David Whittaker, född 1957, är en datorspelskompositör som gjorde musik under 80- och början av 90-talet. Whittaker gjorde framförallt musik till Commodore 64 och Amiga-datorer.
Kända Amigaspel Whittaker gjort musik till är: Obliterator, Speedball och Shadow of the Beast. Kända Commodore 64-spel är Glider Rider, Armageddon Man och Lazy Jones.
Låt nummer 21 i Lazy Jones blev en känd hit under senare 90-talet med Zombie Nations Kernkraft 400.